# Pete Fleming
Peter Sillence Fleming (Seattle (Washington), 1928 – Curaray rivier (Ecuador), 8 januari 1956) was een Amerikaanse christelijke zendeling met een evangelicale achtergrond. Hij werd samen met vier andere zendelingen gedood door de Huaorani. Deze gebeurtenis kwam bekend te staan als operatie Auca.

## Levensloop
Fleming werd opgevoed in een christelijk gezin en maakte op zijn 13e zelf een keuze voor het christelijk geloof na de getuigenis van een blinde evangelist gehoord te hebben. In 1946 ging hij filosofie studeren aan de Universiteit van Washington. Hij behaalde daar een master. In dezelfde tijd was Fleming ook voorzitter van University Christian Fellowship.
Bij verschillende christelijke conferenties en bergbeklimmingsexpedities kwam Fleming in aanraking met Jim Elliot. Ze werden goede vrienden en trokken zes weken terwijl ze op verschillende plaatsen preekten het land door. Elliot had een grote invloed op de keus van Fleming om zendeling te worden.
Fleming vertrok in 1952 samen met Elliot na Ecuador. In 1954 trouwde hij in de Verenigde Staten met Olive Ainslie, een jeugdvriendin. In september 1955 voegde Fleming zich bij een team bestaande uit Elliot en drie andere zendelingen. Hij had aanvankelijk wel zijn twijfels daarover, mede door de zorgen van zijn vrouw. Het team wil de Huaorani-indianen, ook bekend als de Auca-indianen bereiken met het evangelie van Jezus Christus. Dit deden zij door regelmatig met een vliegtuig over te vliegen en door de Indianenstam een mand cadeaus te geven. Na een aantal maanden bouwden zij een klein kamp in de buurt van de Indianenstam en begonnen langzaam contact te leggen. Op 8 januari werden de zendelingen echter aangevallen door een tiental Huaoranistrijders en vermoord. Fleming zou vermoord zijn door Kimo, een Huaorani die zich later als een van de eersten bekeerde tot het christendom.
Kort voor Flemings’ dood had zijn vrouw een tweede miskraam. Ze keerde snel terug naar de Verenigde Staten en hertrouwde met Walt Liefeld.
Fleming en zijn vrienden kwamen bekend te staan als christelijke martelaren. Het nieuws van hun dood verspreidde zich over de wereld, mede door toedoen van een verhaal in Life magazine, geïllustreerd met foto's waarop de zendelingen in gezelschap van de Indianen te zien waren. Deze foto's werden na hun dood teruggevonden.